# Suiseki

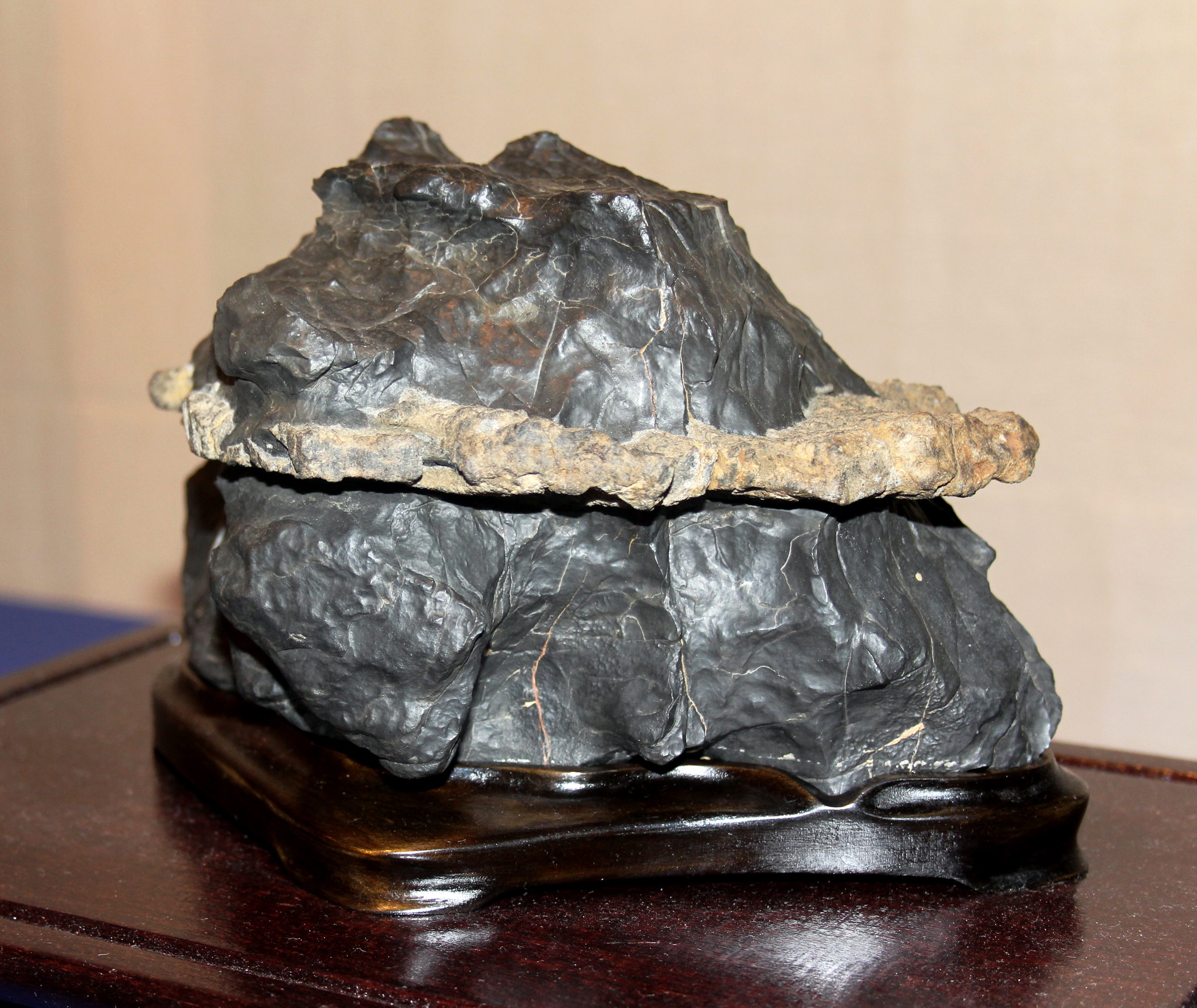
Muestra de suiseki.

Suiseki (水石?) es una palabra japonesa que se refiere a una pequeña piedra que con su forma y colores recuerda a un paisaje o un objeto de la naturaleza (animal, persona, etc.), y que algunos especialistas en este arte consideran que procede de la expresión nipona sansui kei-seki.

## Características
El suiseki es una piedra sin ningún tipo de manipulación que recuerda un paisaje, aunque más modernamente también se admiten las piedras con forma de objeto, animal, etc., siempre que esté relacionado con algo de la Naturaleza. Generalmente debe ser de un tamaño que permita su transporte fácilmente, lo ideal es que se pueda coger con una sola mano o como máximo con dos manos. Si fuera necesario cogerlo entre dos personas, su tamaño sería excesivo y solo podría considerarse en el caso de que fuera una roca realmente excepcional, aunque en China es posible ver piedras enormes que necesitan moverse con una grúa.

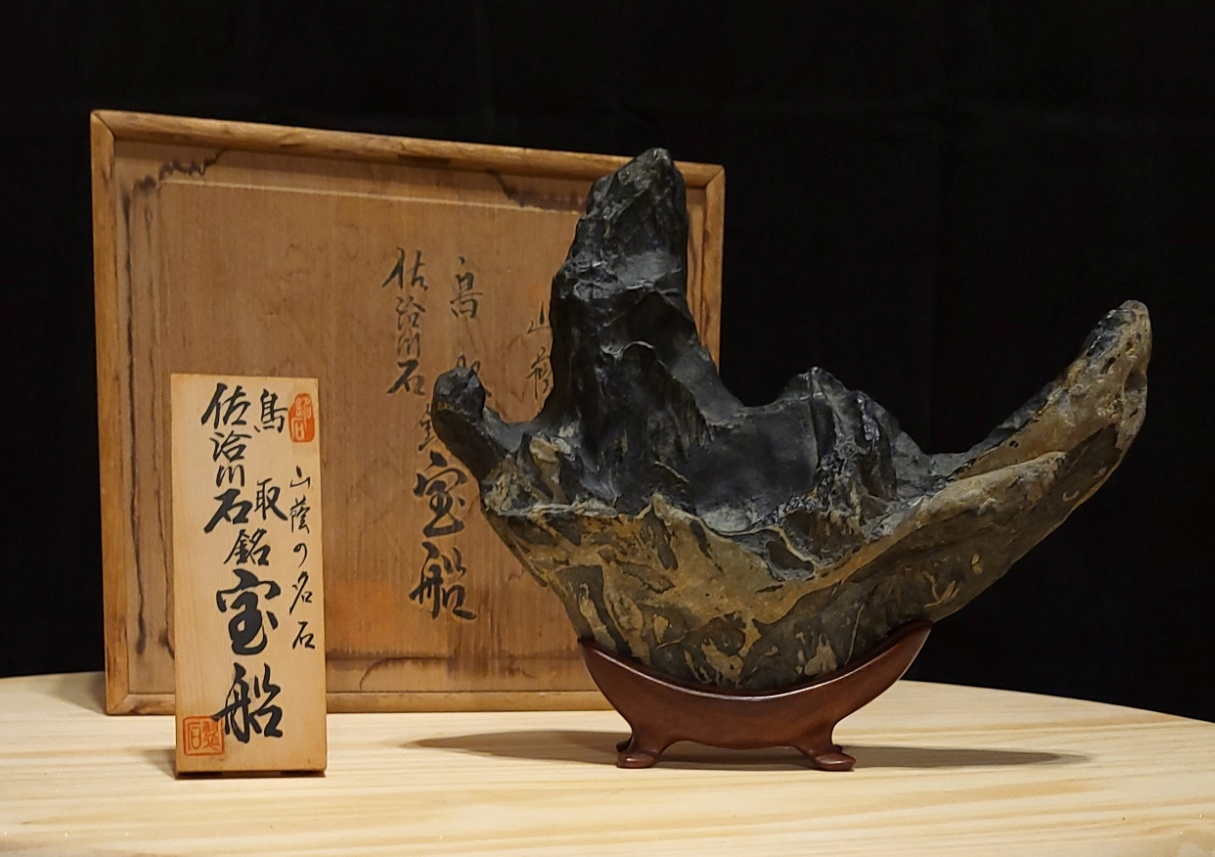
Piedra suiseki japonesa con base (daiza) y caja con caligrafía.

Vivent T. Covello, considerado un gran experto en la ceremonia del té y coautor con Yuji Yoshimura del libro "El arte japonés de contemplar piedras. Suiseki y su uso con bonsái", dice que el propio Sen no Rikyū (1522 - 1591), maestro del té que estableció las bases y normas de la ceremonia del té (sadō o chadō (茶道?   "el camino del té")), estuvo muy interesado en los suiseki o piedras paisaje, consolidando precisamente la costumbre de exponer un suiseki en el tokonoma durante la ceremonia del té, colocando una piedra sencilla sobre una bandeja negra de borde alto, en el centro de dicho tokonoma, justo debajo del kakemono (cartel alargado, de papel o seda, en posición vertical). No obstante, el suiseki también se expone en solitario como elemento decorativo en un tokonoma y también es posible que en algunas ocasiones acompañe a un bonsái durante una exposición, aunque en este caso no se denomina suiseki sino tenseki y se trata de piedras que representan la estación del año (invierno, primavera, verano u otoño) con relación al bonsái.
Actualmente hay dos formas de exponerlo, una es en una pequeña base de madera tallada especialmente para albergarlo llamada daiza y la otra es sobre una bandeja grande y plana que nos ayuda a imaginarlo en un entorno natural. Esta bandeja puede ser de cerámica (suiban) o de metal, generalmente, bronce (doban).
Las más importantes colecciones de piedras paisaje del mundo se han formado en Japón, China (origen del arte del suiseki) y Corea, aunque en el siglo XX se han comenzado a crear algunas colecciones importantes en Alemania, EE. UU, España, Italia, Reino Unido y República Checa. En otros países occidentales es un arte emergente que crece con mucha rapidez y con un gran interés, especialmente entre los aficionados al bonsái. En España, todos los años se celebra un certamen anual organizado por la Asociación Española de Suiseki.
En otros lugares del mundo, a estas rocas se las denomina shangshi (China), suseok (Corea) y landscape stones (piedras paisaje) o viewing stones (piedras de contemplación) en los países de habla inglesa, en un intento de mezclar todos los estilos (suiseki, shangshi y suseok).

## Clasificación según su forma
Aunque en Japón la forma más habitual de clasificar un suiseki es por su origen, en occidente se suele clasificar por su forma.

### Con forma de paisaje
| - Montaña (yama-gata-ishi), que es la más fácil de encontrar. - Cascada (taki-ishi). - Ríos o torrentes que discurren por una montaña (keiryu-seki). - Meseta (dan-seki). - Isla (shimagata-ishi). - Ladera (doha-seki). | - Costa de playa o bahía (isogata-ishi). - Costa rocosa (iwagata-ishi). - Lago o laguna que se encuentran entre montañas (mizutamari-ishi). - Cueva (dokutsu-ishi). - Refugio (yadori). - Túneles (domon-ishi). |

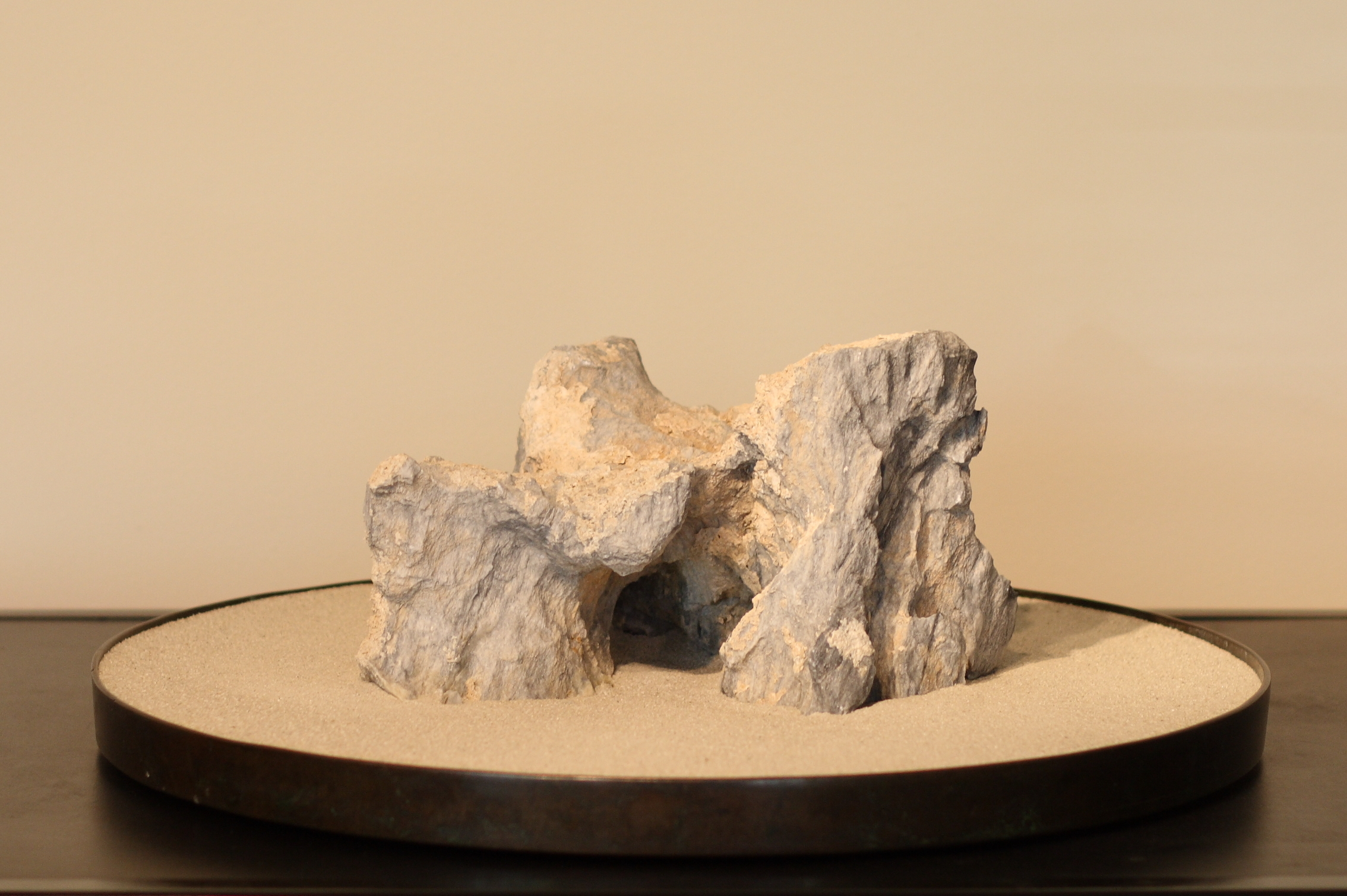
dokutsu-ishi (piedra cueva)
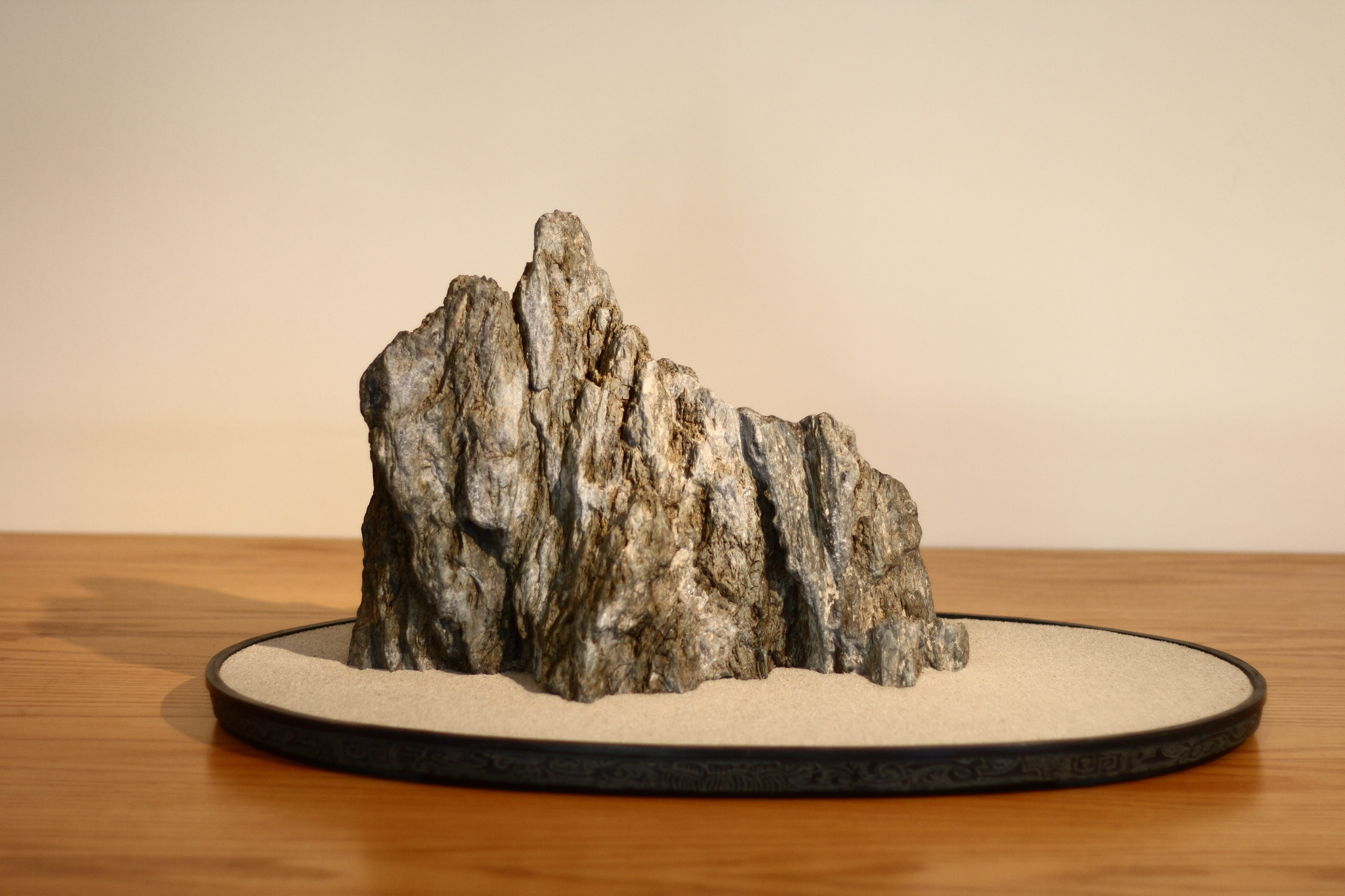
iwagata-ishi (piedra con forma de costa rocosa)

### Con forma de objetos, animales o antropomorfas
- Objeto: puente (hasi-ishi), casa (yagata-ishi), cabañana japonesas tradicional (kuzuya-ishi) o barca (funagataa-ishi).
- Animal (dobutsu-seki): pez (uogata-ishi) o pájaro (torigata-ishi).
- Insecto (mushigata-ishi).
- Antropomorfa (sugata-ishi).

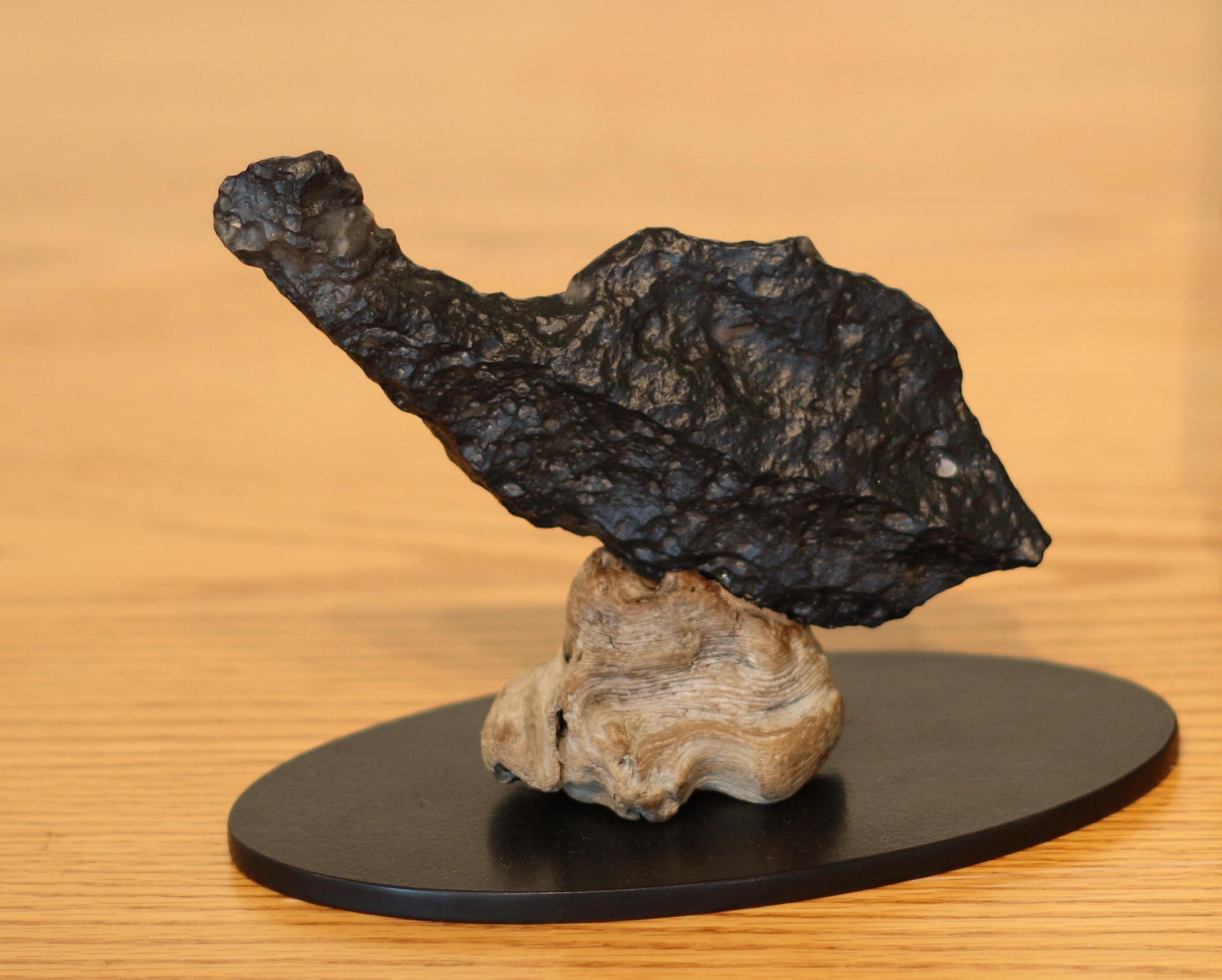
uogata-ishi
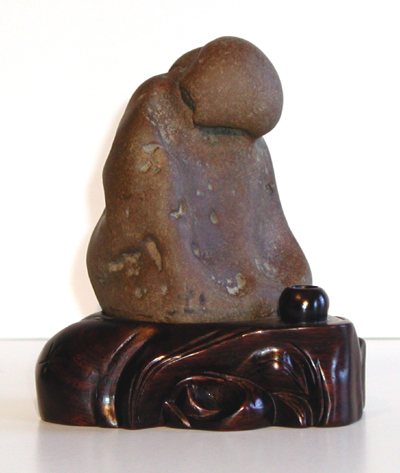
sugata-ishi